# Fajã das Cubas ou da Baleia
Exótica fajã que fica entre a Fajã dos Cubres e a Fajãzinha.

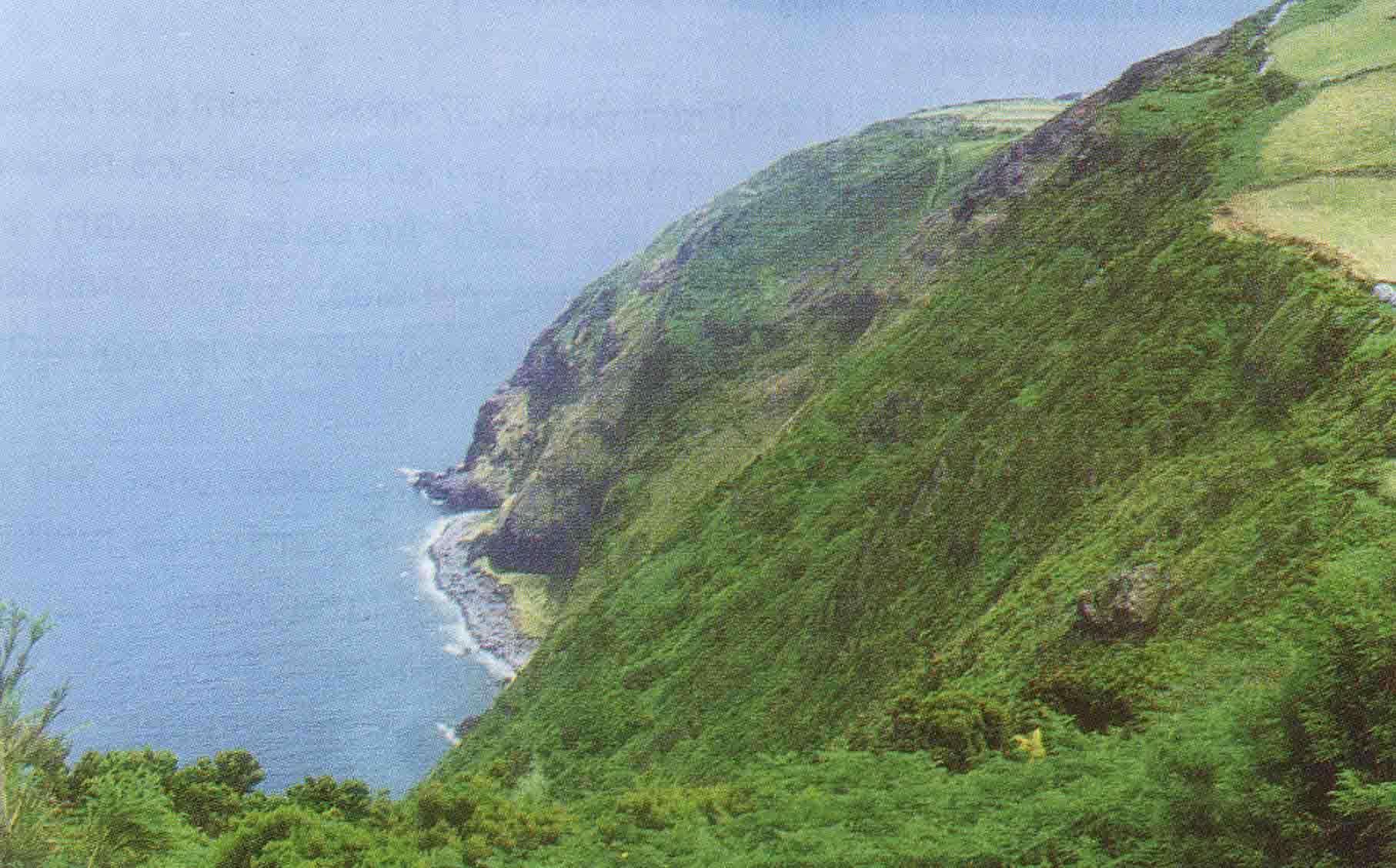
Fajã das Cubas ou da Baleia.

O seu primeiro nome, Cubas, deve-se ao facto de ter pertencido a António Fernandes Cuba e família, que viviam no Topo corria o ano de 1560. Como se vê na Acta da Sessão da Câmara daquele ano. Ficou conhecida por fajã da Baleia no princípio do século após ter dado à costa naquele sítio uma baleia morta. A baía ainda mantém o nome de Baleia.
Esta fajã pertence a uma só família que a tem herdado ao longo dos séculos. Havia lá uma fonte de fraco caudal.
Como em praticamente todas as fajãs também se cultivava a batata, a vinha e o inhame. Numa pequena casa ficava o proprietário com a sua família, quando ali desciam para cultivar a terra e invernar o gado.
No Verão era a figueira a principal árvore frutífera que dava muitos e bons figos. A uva era apanhada e trazida para o Topo, onde o vinho era feito.
O acesso a esta fajã era por um atalho escavado na rocha que desapareceu com o terramoto de 1980 que provocou grandes desmoronamentos.
Agora só os pescadores mais corajosos vão à fajã da Baleia, pois é necessário descer por cordas para chegar ao calhau.